# Edvard Munch
Edvard Munch (født 12. december 1863, død 23. januar 1944) var en norsk maler og grafiker og en af de tidlige repræsentanter for ekspressionismen. Han var brodersøn af Peter Andreas Munch. Over halvdelen af hans værker findes på Munch-museet i Oslo. Da han døde, havde han beholdt lidt over 1000 af sine egne værker, og de blev alle testamenteret til Munch-museet. 
Edvard Munch begyndte at male som 17-årig. Hans mor døde af tuberkulose efter en række fødsler, da Edvard var fem år. Ni år senere døde storesøsteren Sophie, og Edvard var også selv flere gange alvorligt syg. Han blev indlagt på Jacobsons Klinik på Frederiksberg omkring 1908/1909. Her fik  han lov til at male og indrette værelset til atelier, hvor han bl.a. malede dr. Daniel Jacobson. Han kom en del i huset Nørre Allé 49 i København, hvor også mange andre kunstnere, forfattere og bohemer boede fra tid til anden. Da han blev rask, tog han i 1909 tilbage til Norge. 
Munch boede en stor del af sit liv i Ekely i Oslo, hvor han havde vinteratelier fra 1916, til han døde i 1944.
Han havde et sommeratelier i Åsgårdstrand. Det er  revet ned, men rekonstrueret.
Han købte ejendommen Nedre Ramme i Vestby kommune i Akershus i november 1910 og beholdt den til sin død i 1944. Han var optaget af stedet, og til sin tante Karen skrev han i et brev lige efter overtagelsen: «Det Sted jeg har er næsten det vakreste langs hele kysten.»
Kvinder var en vigtig del af Munchs kunst og liv. Dog blev Edvard Munch aldrig gift. I 1885 forelskede Munch sig første gang, da han havde en affære med Milly Thaulow. Hun gengældte ikke følelserne og giftede sig med en anden mand, og Much var især skuffet, da hun mange år efter lod sig skille for at ægte en anden, uden at vise interesse for Munch. Den skuffelse kom til at påvirke hans forhold til kvinder i resten af livet.[kilde mangler]

## Oversigt over Munchs vigtigste værker
- Skriget (originaltitel: Skrik) 1893
- Madonnaen 1893-94
- Vampyren 1893-94
- Rødt og hvidt 1894
- Det syge barn 1894
- Angsten 1894
- Aske 1894
- Pubertet 1894
- Melankoli 1894-96
- Kristiania-Bohemen II 1895
- Ung kvinde på stranden 1896
- Måneskinnet I 1896
- Urnen 1896
- Jalousien 1894-1895
- Kysset 1897
- Rød vildvin 1898-1900
- Livets dans 1899
- Togrøg 1900
- Pigerne på broen (originaltitel: Pikene på broen; 1903-05 og måske 1901)[4]
- Kysset IV 1902
- Broschen / Eva Mudocci 1903
- Selvportrættet med vinflasken 1906
- Marats død II 1907
- Den gule tømmerstok 1911-12
- Mod skoven II 1915
- Selvportrættet / Nattevandreren 1923-24
- Stjernenatt (1922–24)[2]
- Stjernenatten 1923-24
- Birgitte III 1930
- Under kastanjetræet 1937
- Selvportræt mellem uret og sengen 1940-42

## Galleri
- Edvard Munch, Aften på Karl Johan, 1892, Bergen kunstmuseum
- Vampyren, 1893
- Edvard Munch, Madonna, 1894, Munchmuseet
- Edvard Munch, Angst, 1894, Munchmuseet
- Edvard Munch, Pubertet, 1894-95, Nasjonalmuseet for kunst, arkitektur og design
- Melankoli, 1894-96
- Aske, 1895
- Livets dans, 1899-1900
- Pigerne på broen,  1903-05 og måske 1901,[4] Nasjonalgalleriet
- Edvard Munch, Skrik, 1910, Munchmuseet
- Originaltittel: Stjernenatt, 1922–24,[2] Munchmuseet